# Dudel (Heidesee)
Dudel ist ein Wohnplatz im Ortsteil Friedersdorf der Gemeinde Heidesee im Landkreis Dahme-Spreewald in Brandenburg.

## Geografische Lage

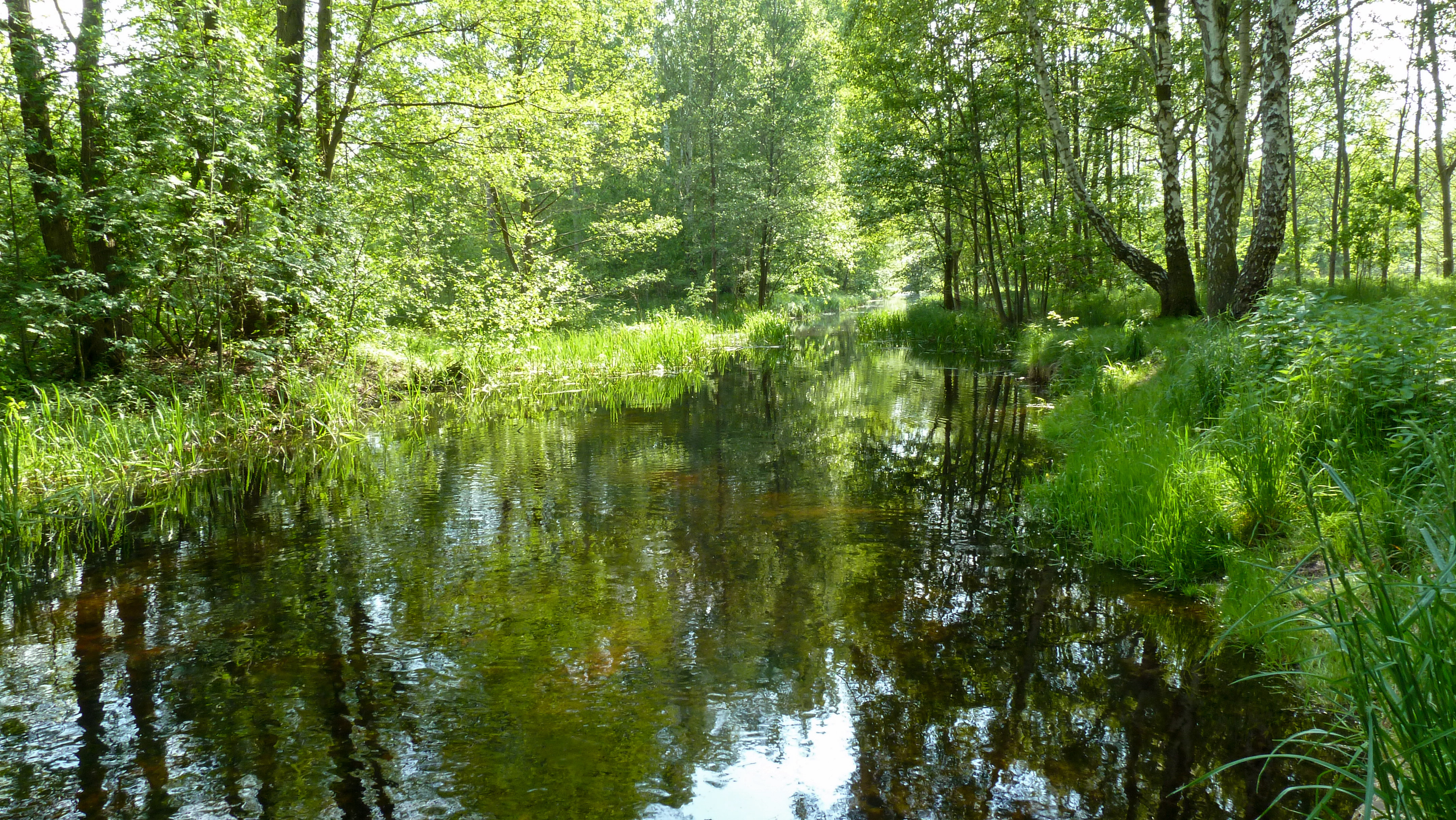
NSG Skabyer Torfgraben

Der Wohnplatz liegt im nordwestlichen Teil der Gemarkung von Heidesee. Nördlich liegt der Gemeindeteil Friedrichshof des nordwestlich gelegenen Ortsteils Dannenreich, östlich der Gemeindeteil Wenzlow. Östlich liegt der weitere Wohnplatz Sandschäferei, südöstlich der Ortsteil Friedersdorf und südlich der Ortsteil Blossin. Die Wohnbebauung konzentriert sich um den Weg nach Dannenreich, der von Westen kommend in östlicher Richtung durch den Ort führt. Südlich fließt der Skabyer Torfgraben von Osten kommend in westlicher Richtung. Westlich grenzt das gleichnamige Naturschutzgebiet an.

## Geschichte
Im Jahr 1885 gab es ein Wohngebäude, in dem acht Personen lebten und das im Jahr 1888 bereits mit der heute noch genutzten Bezeichnung urkundlich erwähnt wurde. Es handelte sich um einen 80 Hektar großen Abbau des Gutes Friedersdorf, das im Jahr 1903 mit zwölf Personen besetzt war, die sich auf sieben Feuerstellen (= Haushalte) verteilten. Im Jahr 1925 lebten mittlerweile 18 Personen im Etablissement. Ende der 1920er Jahre bestand in der Gemarkung ein 102 ha großes Gut, ohne Rittergutsmatrikel. Das Gut betrieb damals auch eine Molkerei. Der Waldbesitz umfasste 3 ha. Dieses gehörte dem Sohn des ehemaligen westfälischen Landrats Rudolf von Bönninghausen, dem Landwirt Curt von Bönninghausen (* 1890), dessen Hauptwohnsitz aber im Kreis Deutsch Krone lag. Er bewirtschaftete Gut Dudel bis weit in die 1930er Jahre.
Mit der Umwandlung Friedersdorf in eine Landgemeinde wurde Dudel im Jahr 1931 ein Wohnplatz von Friedersdorf und kam mit ihm im Jahr 2003 zur Gemeinde Heidesee.